# حزاميات
الحزاميات (الاسم العلمي: Cingulata) هي رتبة من الحيوانات تتبع رتبة عليا من طائفة الثدييات.

## التصنيف
رتبة الحزاميات
- فصيلة †Pampatheriidae
  - جنس †Holmesina
  - جنس †Kraglievichia
  - جنس †Machlydotherium
  - جنس †Pampatherium
  - جنس †Plaina
  - جنس †Scirrotherium
  - جنس †Vassallia
  - جنس †Yuruatherium
- فصيلة مدرعات طويلة الأنف
  - أسرة مدرعات غليظة القدم
    - جنس مدرع غليظ القدم
    - جنس †Stegotherium
- فصيلة مدرعات متدثرة وأشباهها: glyptodonts and other armadillos
  - أسرة مدرعات متدثرة: 
    - جنس مدرع منقب
    - جنس مدرع متدثر

  - أسرة مدرعات حقيقية: 
    - جنس مدرع مشعر
    - جنس مدرع حقيقي
    - جنس †Peltephilus
    - جنس مدرع قزم

  - أسرة †أخدوديات الأسنان: glyptodonts
    - جنس †Doedicurus
    - جنس †أخدودي الأسنان
    - جنس †Glyptotherium
    - جنس †Hoplophorus
    - جنس †Panochthus
    - جنس †Parapropalaehoplophorus
    - جنس †Plaxhaplous

  - أسرة مدرعات ثلاثية الأحزمة: 
    - جنس مدرع عاري الذيل
    - جنس مدرع متدثر
    - جنس †Kuntinaru[5]
    - جنس مدرع عملاق
    - جنس مدرع ثلاثي الأحزمة
- صنف غير محدد: †Pachyarmatherium